# Loxogramme involuta
Loxogramme involuta är en stensöteväxtart som först beskrevs av David Don, och fick sitt nu gällande namn av Karel Presl. Loxogramme involuta ingår i släktet Loxogramme och familjen Polypodiaceae. Inga underarter finns listade.